# Lofstelle
Eine Lofstelle (sehr selten auch Loofstelle geschrieben) war das bis zum Ersten Weltkrieg in den drei russischen Ostseegouvernements des Baltikums in der Landwirtschaft und in der Forstwirtschaft übliche Flächenmaß. Eine Lofstelle entsprach etwa 0,37 Hektar.

## Örtliche Maße
Aus der Getreidemenge, die als Saatgut für eine bestimmte Ackerfläche eingesetzt wurde, ergab sich vielerorts ein Flächenmaß. In den baltischen Ostseegouvernements war das übliche Getreidemaß das Loof (auch „Lof“ geschrieben) und das davon abgeleitete Flächenmaß die Lofstelle: Rund 1 Loof Roggen wurde für 1 Lofstelle benötigt, selbstverständlich mit beträchtlichen Abweichungen entsprechend der Bodengüte und den klimatischen Bedingungen.
1804 wurde gesetzlich festgelegt, dass 1 Lofstelle 10.000 Quadratellen (= 25 Kappen) entspricht. Diese Norm wurde als „revisorischen Lofstelle“ bezeichnet. Allerdings waren in den Ostseegouvernements weiterhin Ellen unterschiedlicher Länge in Gebrauch – und somit auch Quadratellen von unterschiedlicher Fläche. In Livland entsprach eine Lofstelle 35.498 Pariser Quadratfuß. Das sind – gerundet – 3710 Quadratmeter.
Gut 2 % kleiner war die Lofstelle in Kurland, dort entsprach sie 34.718 Pariser Quadratfuß.

## Geschichte
In Livland musste ein Gut mindestens 900 Lofstellen (= 334 Hektar) nutzbaren Landes umfassen, um als Rittergut zu gelten.